# 시망카스역
시망카스역(스페인어: Simancas)은 마드리드 지하철 7호선의 역이다. 마드리드 산블라스카니예하스 구의 시망카스와 암포스타 지역에 걸쳐 있으며, 아르센탈레스 대로 지하에 위치해 있다. 요금구역상으로는 A구역에 속한다.

## 역사
1974년 7월 17일 7호선의 첫번째 구간 (라스 무사스 - 푸에블로 누에보) 개통과 함께 문을 열었다.
2006년에는 역 내부 리모델링 공사를 진행하였다. 이로써 기존의 밝은회색 대리석재가 노란색 재질로 바뀌었다.

## 환승 정보
역 주변에 버스 정류장이 총 네 곳 있다.
버스
- 시내버스
  - 38, 109번 (주간)

지하철
| 마드리드 지하철                | 마드리드 지하철       | 마드리드 지하철            |
| ------------------------------ | --------------------- | -------------------------- |
| 산 블라스 오스피탈 델 에나레스 | 마드리드 지하철 7호선 | 가르시아 노블레하스 피티스 |